# Njalla

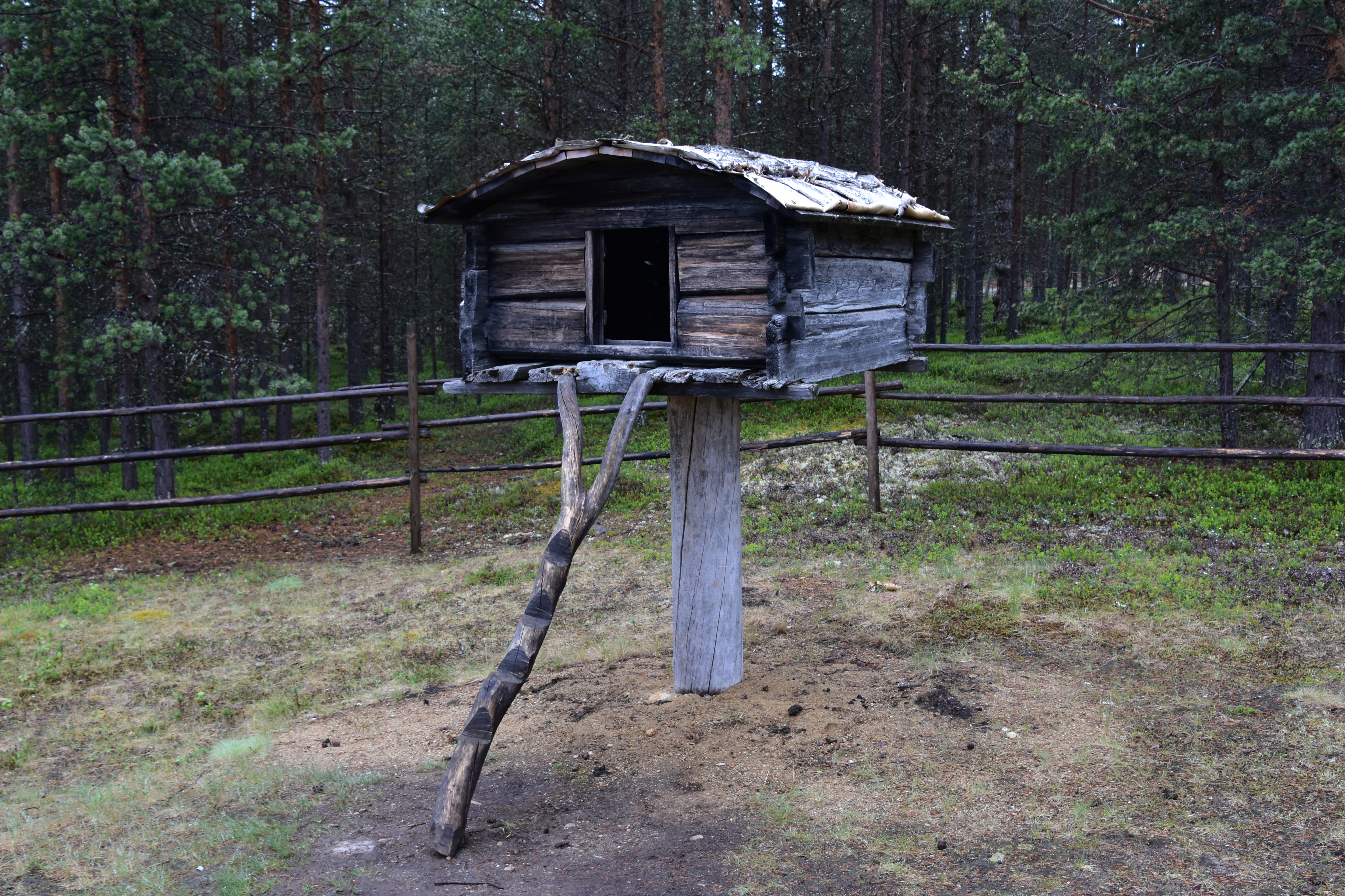
Une njalla sami au musée de Siida en Finlande.

Njalla (Samis du nord) ou njalle (Samis du sud) est une sorte de garde-manger construit en hauteur. Il se trouve généralement construit sur un tronc d'arbre de 2 à 3 mètres de hauteur. Le njalla sert à mettre la nourriture à l'abri de la faune sauvage.

## Ajtte
Un autre type de hangar de stockage sami, appelé ájtte (aihte), était disposé à une hauteur plus basse et reposait sur quatre poteaux de bois.  Il est appelé buvrie par les Sami du sud.

## Galerie

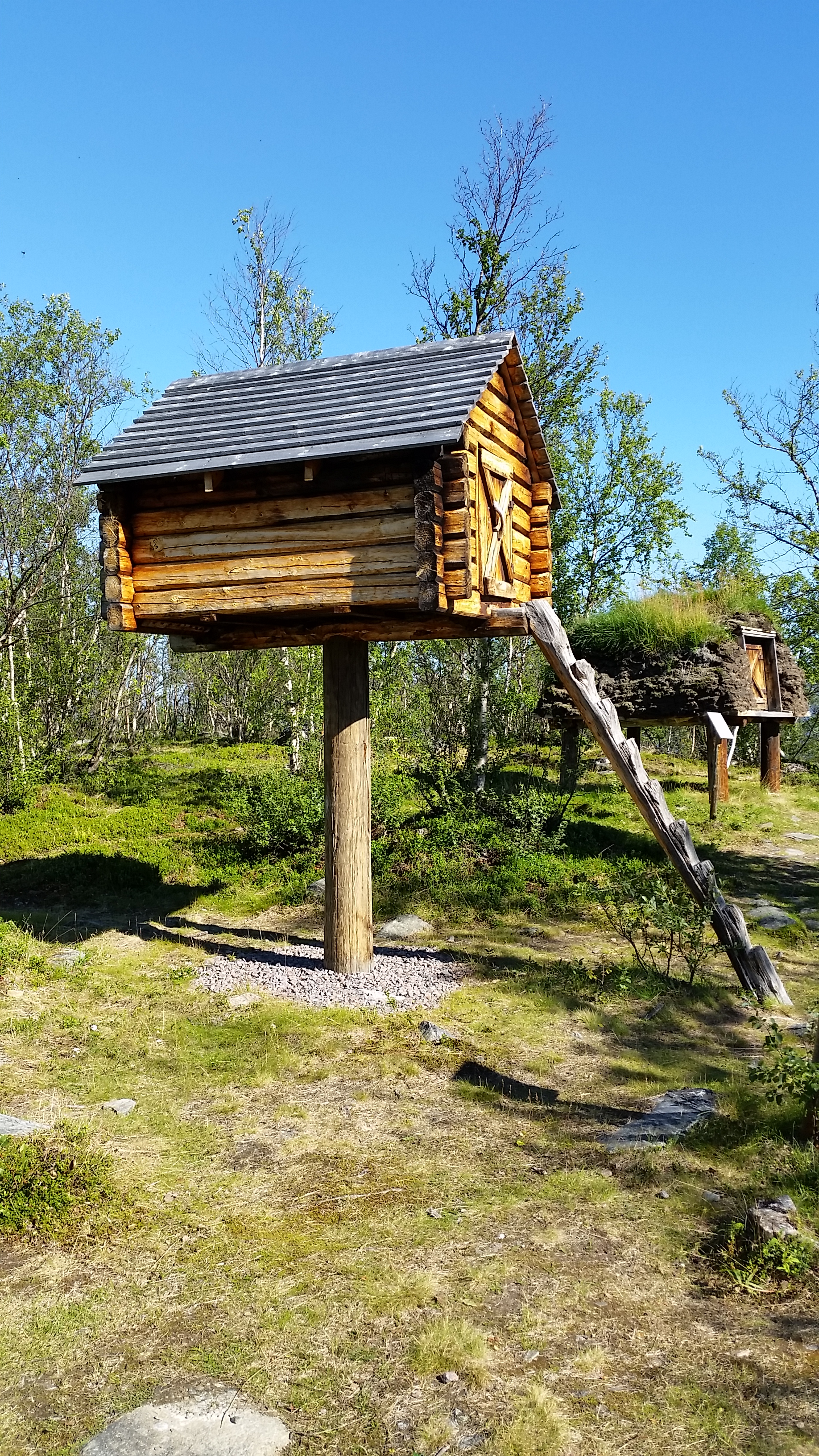
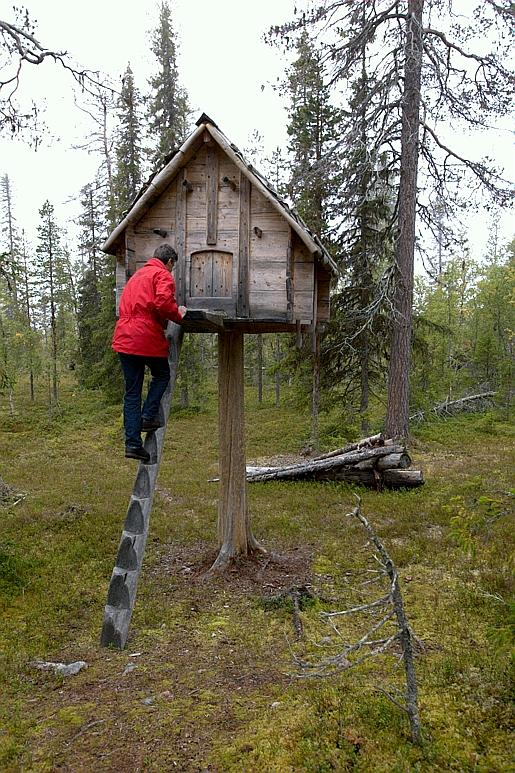
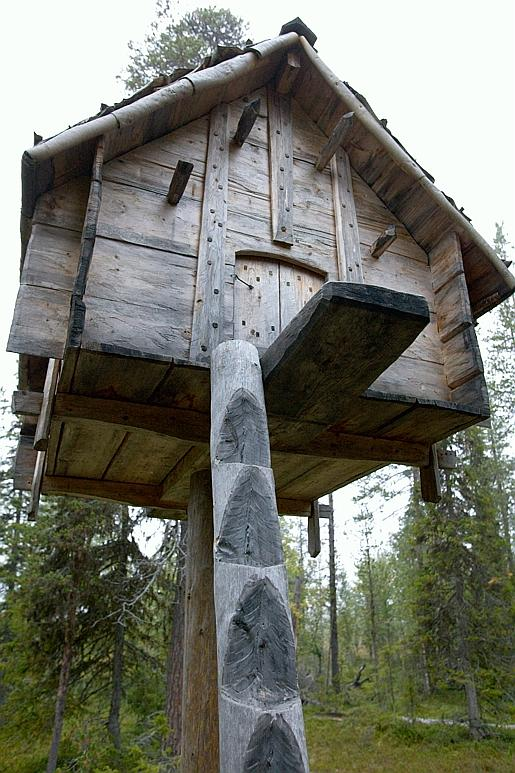
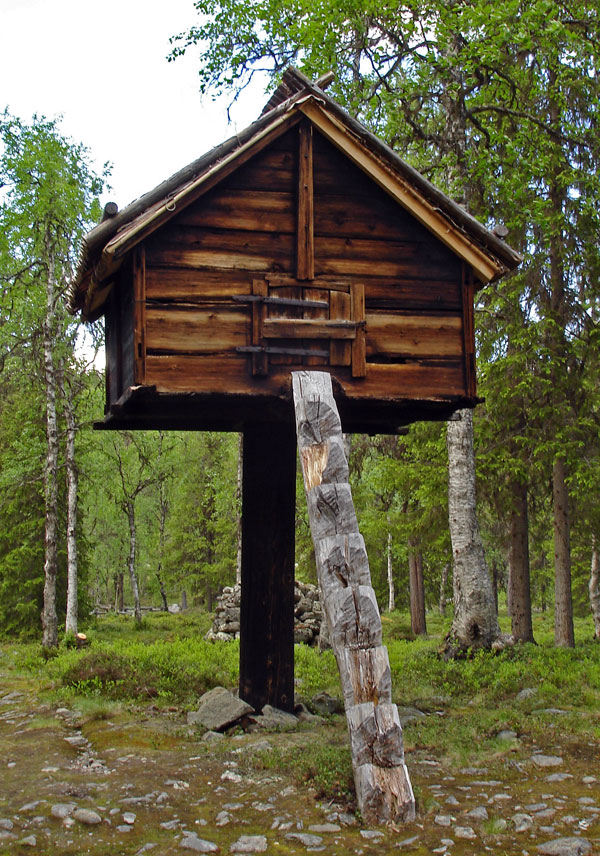